# Street Fighter IV
Street Fighter IV is een vechtspel dat is ontwikkeld en uitgegeven door Capcom en verscheen als arcadespel in 2008. Het spel werd als eerste in de serie geporteerd naar de PlayStation 3 en Xbox 360. Later schenen ook versies voor Windows en 3DS. Het spel werd meer dan 4 miljoen keer verkocht.

## Verhaal
Net als in de vorige spellen, is de kern van het achtergrondverhaal een toernooi waarin de beste vechters ter wereld het tegen elkaar opnemen. In de aanloop naar dit toernooi verdwijnen talloze krijgskunstenaars en moet de sponsor van het toernooi, het bedrijf S.I.N., contact opnemen met Shadaloo, de criminele organisatie uit de vorige spellen.
Het achtergrondverhaal wordt gepresenteerd vanuit het oogpunt van de personages Ryu, Ken en Sakura, evenals Cammy, Chun-Li, Guile en Crimson Viper in een parallelle verhaallijn. De twee verhaallijnen verenigen zich aan het einde en de personages vechten tegen de belangrijkste tegenstander Seth, de baas van S.I.N. en ook een Shadaloo-medewerker blijkt te zijn.
In het spel dient het achtergrondverhaal als een rode draad voor de arcade-modus: de speler ontkent het toernooi vanuit het oogpunt van de respectievelijke karakters. In filmscènes aan het begin en na het voltooien van de arcade-modus worden de rol van de personages in het verhaal of hun redenen voor deelname aan het toernooi benadrukt.

## Spel
Net als de andere delen van de serie is Street Fighter IV een klassiek vechtspel. De speler kan kiezen uit drie spelmodi: naast de al genoemde arcade-modus, waarin men verschillende tegenstanders moet verslaan in de context van het achtergrondverhaal van het gekozen personage, is er een Versus-modus waarin de speler tegen een menselijke of computertegenstander concurreert evenals één Challenge-modus, waarbij de speler taken moet uitvoeren, zoals het uitvoeren van bepaalde stootcombinaties of het binnen een tijdslimiet verslaan van zoveel mogelijk tegenstanders. Verder is er een trainingsmodus.
Voor het eerst in de Street Fighter-serie is ook een online-modus beschikbaar, waar de speler via internet kan concurreren met menselijke tegenstanders. In het begin was dit alleen mogelijk in enkele duels; via een patch die uitkwam in april 2009 werd de zogenaamde Championship-modus geïmplementeerd, die nu ook online-toernooien toestaat.

## Personages
De arcadeversie bevat 17 speelbare personages. Daaronder zijn de klassieke acht personages en vier eindbazen die in Street Fighter II uit 1991 verschenen.
- Blanka
- Chun Li
- Dhalsim
- E. Honda
- Guile
- Ken

- Ryu
- Zangief
- Balrog
- M.Bison
- Sagat
- Vega

Er zijn vier personages die hun debuut in de serie maken:
- Abel
- Crimson Viper

- El Fuerte
- Rufus

En er zijn zes vrij te spelen personages:
- Cammy
- Dan
- Fei Long

- Gen
- Rose
- Sakura

## Ontvangst
Street Fighter IV werd unaniem positief ontvangen door de pers. Het spel kreeg goede recensies en een hoge score. Op aggregatiewebsite Metacritic heeft het een gemiddelde score van 93%.
In de eerste twee weken werden twee miljoen exemplaren verkocht. In Japan was het spel na uitkomst enige tijd uitverkocht. In april 2011 zijn de Street Fighter IV-spellen meer dan 4 miljoen keer verkocht.

## Trivia
- Het spel is opgenomen in het boek 1001 Video Games You Must Play Before You Die van Tony Mott.